# Strassberg (Adelsgeschlecht)

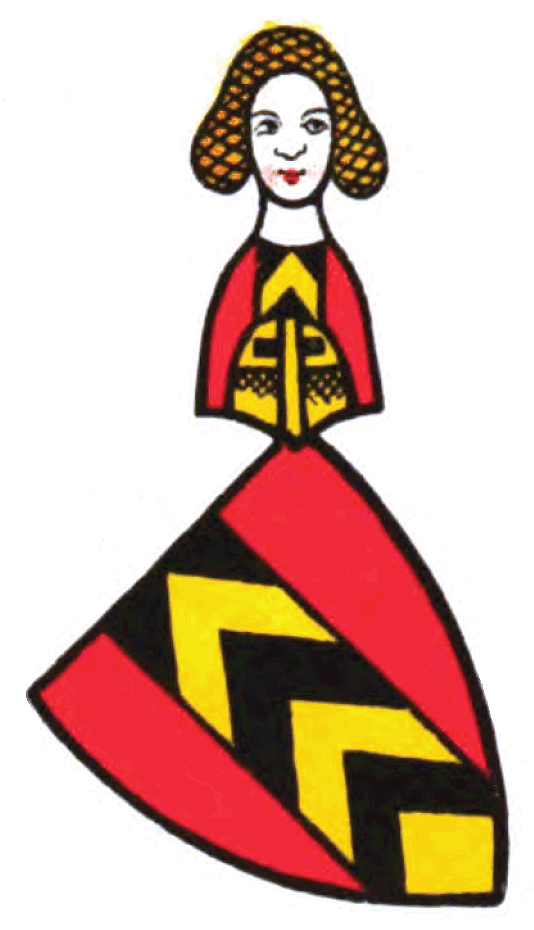
Wappen der Grafen von Neuenburg-Nidau, das auch von der Seitenlinie Strassberg geführt wurde; Zürcher Wappenrolle, ca. 1340

Die Freiherren von Strassberg waren ein Adelsgeschlecht mit Sitz auf der Burg Strassberg bei Büren an der Aare. Aus dieser Familie, die dem Freiherrenstand angehörte, ist nur eine einzige Person gegen Ende des 12. Jahrhunderts bekannt. Als Rechtsnachfolger nannte sich nach deren Aussterben ein Familienzweig aus dem Haus Neuenburg-Nidau Grafen von Strassberg. 
Die Strassberger standen in keiner verwandtschaftlichen Beziehung zum gleichnamigen Bündner Ministerialengeschlecht von Strassberg mit Sitz auf Burg Strassberg in Malix südlich von Chur.

## Geschichte

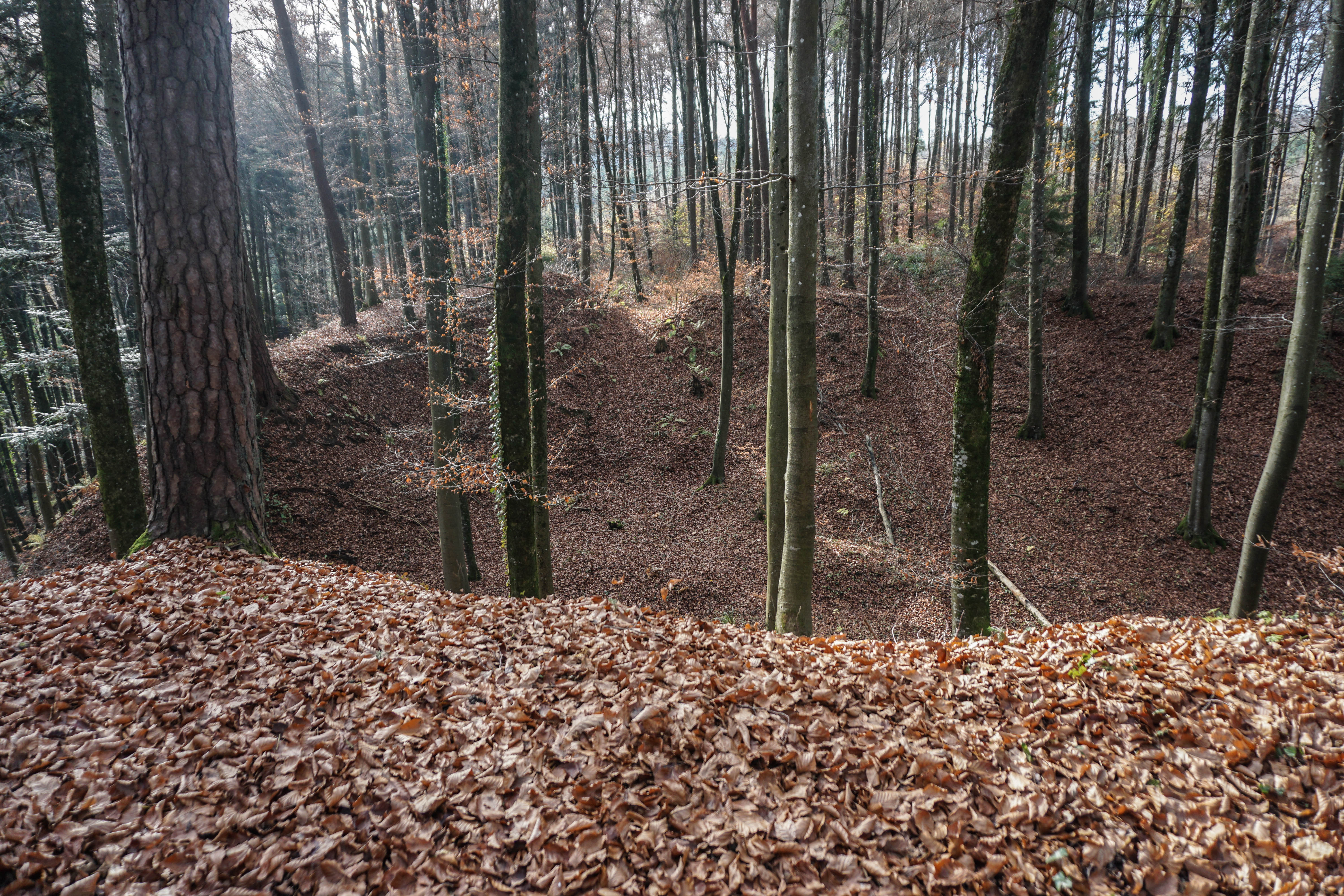
Burgstall der Burg Strassberg (Büren an der Aare)

Im Jahr 1181 oder 1182 wird Ulrich von Strassberg (Wodalrico von Strahberch) im Gefolge von Herzog Berthold IV. von Zähringen erwähnt.
Auf unbekannte Weise, jedoch vermutlich über verwandtschaftliche Beziehungen, gelangte die Burg Strassberg 1225, kurz vor dessen Tod, an Graf Ulrich III. von Neuenburg. Dieser hatte zuvor, bei der Teilung des Hauses Neuenburg 1218, den östlichen, deutschsprachigen Teil des Herrschaftsgebietes sowie den Grafentitel von Neuenburg erhalten und verlegte seinen Sitz auf die Burg Nidau. Einer seiner jüngeren Söhne, Berthold I. (erwähnt ab 1226; gest. 1270), erhielt vorerst die Herrschaft Valangin, die er vor 1251 mit seinem Bruder Ulrich IV. von Aarberg-Valangin gegen Burg und Herrschaft Strassberg tauschte. Berthold I. wurde damit zum Begründer der Linie der Grafen von Strassberg.
Von Berthold I., Herr von Strassberg, und seiner Ehefrau Johanna sind zwei Kinder bekannt: sein Sohn Berthold II. (gest. vor 1285) nannte sich Graf von Strassberg. Die Tochter Adelheid war verheiratet mit Graf Heinrich von Buchegg (vor 1250; gest. 14. August 1320), Landgraf von Burgund. Graf Berthold II. von Strassberg hatte Adelheid von Ochsenstein (gest. am 17. Mai 1314) zur Gemahlin. Sie hatten zwei Söhne und eine Tochter. Während Berthold II. seine Tochter Gertrud (gest. am 27. März 1327) an seinen Vetter Rudolf II. von Neuenburg-Nidau (erwähnt ab 1255; gest. 1308 oder 1309) verheiratete, folgte ihm sein älterer Sohn Otto als Graf von Strassberg nach, und der jüngere Sohn Ludwig schlug eine geistliche Karriere ein. Über Ottos Ehefrau Margarete von Freiburg kam 1303 der südliche Teil aus dem Besitz der Grafen von Freiburg mit der Herrschaft Badenweiler an das Haus Strassberg.
Weil Ottos Sohn Graf Imer von Strassberg, 1317 erstmals erwähnt, 1364 kinderlos starb, erlosch der Zweig Strassberg des Hauses Neuenburg-Nidau.
Nicht zu verwechseln sind die Grafen von Strassberg aus der Familie der Grafen von Neuenburg-Nidau mit den Herren von Strassberg, die ihren Sitz auf der Burg Strassberg im bündnerischen Malix hatten. Als erster Vertreter dieser Familie wird 1253 Otto de Strazperc genannt. Diese Ministerialenfamilie gehörte zum Gefolge der Freiherren von Vaz. Ihr Wappen erscheint in der Zürcher Wappenrolle mit einer sinkenden schwarzen Gemsstange im silbernen Schild.

## Wappen
Blasonierung: In Rot ein schwarzer Pfahl belegt mit drei silbernen Sparren. Als Helmzier auf dem Topfhelm ein Spitzhut in den Farben des Wappens mit einem grünen Federbusch. Die Helmdecken sind aussen rot, innen schwarz.
Das Wappen der Strassberg ist eine der zahlreichen Abwandlungen des Wappens der Grafen von Neuenburg und deren Familienzweige, die alle in Rot den gesparrten Pfahl aufweisen und sich in den Tinkturen und im Oberwappen unterscheiden. Für den Zweig der Neuenburg-Nidau und damit auch für die Strassberg sind statt der silbernen auch goldene Sparren belegt, wie sie in den folgenden Gemeindewappen vorkommen.
Zwei Gemeinden im Berner Seeland sowie die Gemeinde Valangin verwenden Elemente des Wappens der Grafen von Neuenburg-Nidau/Strassberg.

Brüttelen.
Safnern.
Valangin.

Die Grafen von Strassberg hinterliessen in ihrer Eigenschaft als Herren von Badenweiler auch in zahlreichen Ortschaften im Breisgau Elemente ihres Wappens in den verschiedenen Ortswappen.

Badenweiler.
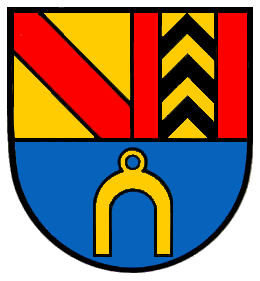
Britzingen, ein Ortsteil von Müllheim (Baden).
Buggingen.
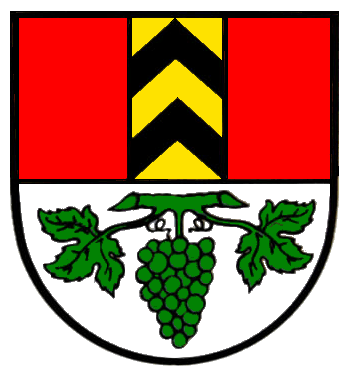
Dattingen, ein Ortsteil von Müllheim (Baden).
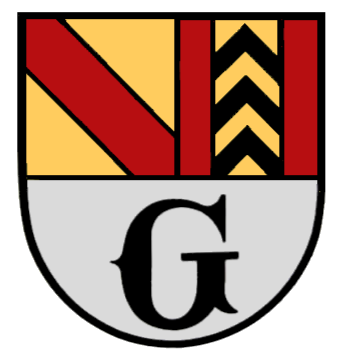
Gallenweiler, ein Ortsteil von Heitersheim.
Müllheim im Markgräflerland.
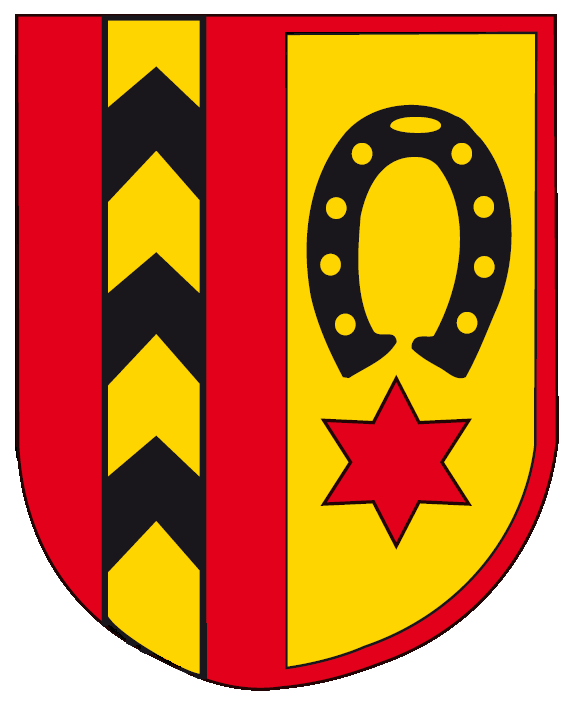
Opfingen, Stadtteil von Freiburg im Breisgau.
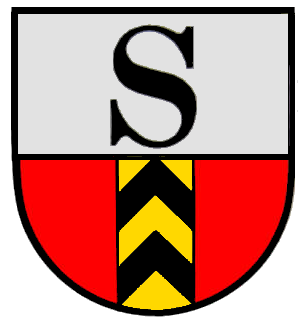
Seefelden, Ortsteil von Buggingen.
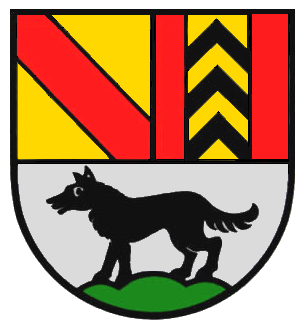
Wolfenweiler, Ortsteil von Schallstadt.
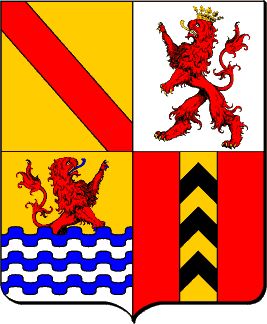
Wappen der Markgrafschaft Baden 1444 (siehe Markgräflerland).
Wappen des Großherzogtums Baden 1806–1830

## Stammliste
1. Ulrich von Strassberg (erw. 1181/1182), Freiherr

Nach dem Aussterben der Freiherren von Strassberg um 1200 übernimmt einer der jüngeren Söhne von Ulrich III. von Neuenburg-Nidau (erw. ab 1182; gest. zwischen 1. August 1225 und 1226), Graf von Neuenburg, Herr zu Nidau, und dessen zweiter Ehefrau Jolante von Urach den Namen Strassberg.
1. Berthold I. (erw. ab 1226; gest. vor 14. März 1273), Herr zu Strassberg ⚭ Johanna
  1. Berthold II. (gest. vor 1285), Graf von Strassberg ⚭ Adelheid von Ochsenstein (gest. 17. Mai 1314)
    1. Otto (erw. 1299; gest. November 1315), Graf von Strassberg, Landgraf von Aarburgund ⚭ vor 1300 Gräfin Margarete von Freiburg, Erbin der Herrschaft Badenweiler
      1. Imer (erw. 1317; gest. 1364), Graf von Strassberg ⚭ Freiin Margaretha von Wolhusen (erw. 1334; gest. 1369)
        1. Elisabeth (gest. 1352) ⚭ Markgraf Otto I. von Hachberg-Sausenberg

    2. Berthold III.
    3. Ludwig (erw. 1288; gest. 2. Dezember 1343), Geistlicher
    4. Gertrud (gest. 27. März 1327) ⚭ 1) Rudolf II. von Neuenburg-Nidau (erw. 1255; gest. 1308 oder 1309), Graf von Neuenburg, Herr zu Nidau; ⚭ 2) Markgraf Rudolf III. von Baden (gest. 1332)
    5. Adelheid ⚭ vor 1321 Walter von Horburg (erw. 1321; gest. 1328/1329)

  2. Rudolf (erw. 1269)
  3. Otto I. (erw. 1270)
  4. Adelheid ⚭ vor 1273 Heinrich von Buchegg (erw. ab 1250; gest. 14. August 1320), Graf von Buchegg, ab 1276 Landgraf von Burgund
  5. Heinrich (erw. 1292)